# كاسل فريمان جونيور
كاسل فريمان جونيور (بالإنجليزية: Castle Freeman, Jr.)‏ هو محرر أدبي وكاتب ومحرر أمريكي، ولد في 26 نوفمبر 1944 في سان أنطونيو في الولايات المتحدة.

## وصلات خارجية
- الموقع الرسمي